# David Marusek
David Marusek (* 21. Januar 1951 in Buffalo, New York) ist ein US-amerikanischer Science-Fiction-Autor.

## Leben
Vor seiner Karriere als Schriftsteller arbeitete Marusek 20 Jahre als Grafikdesigner.

## Werk
Maruseks erste professionelle Veröffentlichung war die Erzählung The Earth Is on the Mend in Asimov’s Science Fiction im Mai 1993. Größere Aufmerksamkeit bekam er für die
im März 1998 folgende Geschichte Getting to Know You. Diese ist auch in deutscher Übersetzung in der Sammlung Wir waren außer uns vor Glück enthalten. Seine 1999 veröffentlichte Erzählung Das Hochzeitsalbum wurde 2000 mit dem Theodore Sturgeon Memorial Award ausgezeichnet und war für den Nebula Award nominiert.
Zusätzlich zu mehreren Erzählungen schrieb Marusek vier Romane in zwei Sequenzen: Die als Counting Heads bezeichnete Serie, in der auch viele seiner kürzeren Erzählungen angesiedelt sind, erzählt von einer Welt der nahen Zukunft, in der die Gesellschaft durch Nanotechnologie und Informationstechnik stark verändert wurde. Die Upon This Rock-Serie beschreibt einen Erstkontakt mit einer offenbar außerirdischen Macht im ländlichen Alaska.

## Veröffentlichungen

### Counting Heads
- Counting Heads (New York: Tor, 2005)
- Mind Over Ship (New York: Tor, 2009)

### Upon This Rock
- Upon This Rock: Book 1: First Contact (Fairbanks, Alaska: A Stack of Firewood Press, 2017)
- Glassing the Orgachine (Fairbanks, Alaska: A Stack of Firewood Press, 2019)

### Einzeltitel
- Getting to Know You (Burton, Michigan: Subterranean Press, 2007), deutsch als: Wir waren außer uns vor Glück (Berlin: Golkonda, 2011) ISBN 978-3-942396-03-5